# El año del diluvio (película)
El año del diluvio es una película dirigida por Jaime Chávarri en 2003, y  protagonizada por Darío Grandinetti, Fanny Ardant, Ginés García Millán, Pepa López, Francesc Orella, Eloy Azorín, Rosa Novell y Francis Lorenzo.

## Sinopsis
Sor Consuelo (Fanny Ardant) es la superiora de un hospital de una orden de religiosas dedicadas a la medicina caritativa. Uno de sus proyectos es transformar el destartalado y casi inútil hospital del pueblo en un moderno asilo de ancianos dotado de las últimas infraestructuras. Pero para llevarlo a cabo necesita financiación. Es entonces cuando la decidida monja toma la determinación de visitar a un rico terrateniente llamado Augusto Aixelá (Darío Grandinetti). A este señorito de campo con fama de mujeriego le hace gracia la determinación y ambición de la Superiora, y decide ayudarla abogando por su proyecto en los altos círculos del gobierno que frecuenta en Madrid. Es así como Sor Consuelo inicia una relación económica prometedora con Aixelá. Pero sus continuos encuentros provocan una proximidad que acabará derivando en una atracción pasional y tormentosa cuyo recuerdo perdurará hasta el final de sus días.

## Trivia
El guion de la película está basado en la novela homónima de Eduardo Mendoza. En 1992, año en que fue lanzada la novela, fue ganadora de la III Edición del Premio de las lectoras de la revista Elle.
La actriz francesa Fanny Ardant interpreta el papel principal. No obstante, su voz fue doblada al castellano por Mercedes Sampietro